# Viljičevac
Viljičevac är ett berg i Bosnien och Hercegovina.   Det ligger i entiteten Federationen Bosnien och Hercegovina, i den centrala delen av landet, 80 km väster om huvudstaden Sarajevo. Toppen på Viljičevac är 1 758 meter över havet, eller 519 meter över den omgivande terrängen. Bredden vid basen är 24,0 km.
Terrängen runt Viljičevac är huvudsakligen kuperad, men västerut är den platt. Närmaste större samhälle är Bugojno, 13,1 km nordost om Viljičevac. 
Omgivningarna runt Viljičevac är en mosaik av jordbruksmark och naturlig växtlighet. Runt Viljičevac är det ganska tätbefolkat, med 93 invånare per kvadratkilometer.